# Patrick Maiore
Patrick Maiore es un deportista francés que compitió en remo. Ganó una medalla de bronce en el Campeonato Mundial de Remo de 1991, en la prueba de cuatro scull ligero.

## Palmarés internacional
| Campeonato Mundial | Campeonato Mundial | Campeonato Mundial | Campeonato Mundial  |
| Año                | Lugar              | Medalla            | Prueba              |
| ------------------ | ------------------ | ------------------ | ------------------- |
| 1991               | Viena (Austria)    | Medalla de bronce  | Cuatro scull ligero |